# Westliches Borchelsmoor
Das Westliche Borchelsmoor ist ein Naturschutzgebiet in der niedersächsischen Stadt Rotenburg (Wümme) und der Gemeinde Gyhum in der Samtgemeinde Zeven im Landkreis Rotenburg (Wümme).

## Allgemeines
Das Naturschutzgebiet mit dem Kennzeichen NSG LÜ 289 ist 125 Hektar groß. Es ist zum größten Teil Bestandteil des FFH-Gebietes „Wiestetal, Glindbusch, Borchelsmoor“. Im Nordwesten grenzt es direkt an eine Teilfläche des Naturschutzgebietes „Glindbusch“. Das Gebiet steht seit dem 16. Oktober 2010 unter Naturschutz. Zuständige untere Naturschutzbehörde ist der Landkreis Rotenburg (Wümme).

## Beschreibung
Das Naturschutzgebiet liegt in der Nähe von Mulmshorn nordöstliche der Bundesstraße 71 und östlich der Bahnstrecke Bremervörde–Walsrode, deren Abschnitt Bremervörde–Rotenburg (Wümme) noch für den Güterverkehr genutzt wird. Es handelt sich um den Rest des Borchelsmoores, ein ehemals ausgedehntes Hochmoorgebiet. Das überwiegend entwässerte Moorgebiet ist durch zahlreiche Torfstiche verändert. Im Schutzgebiet sind Pfeifengras, Birkenmoor- und Birkenbruchwälder und Schlenken zu finden. In den Randbereichen des Naturschutzgebietes befindet sich insbesondere im Norden und Süden überwiegend extensiv genutztes feuchtes Grünland. Durch Wiedervernässung soll das Moorgebiet renaturiert werden.
Das Moorgebiet wird über Gräben u. a. zum Glindbach und Weidenbach, Nebenflüsse der bei Ottersberg in die Wümme mündenden Wieste, entwässert.